# Incendium
〈Incendium〉은 카툰 네트워크의 애니메이션 시리즈 《핀과 제이크의 어드벤처 타임》의 세 번째 시즌 스물여섯 번째 에피소드이다. 대한민국 방영 명칭은 〈불꽃같은 사랑〉이다. 애덤 무토, 리베카 슈거가 스토리보드 아티스트 및 작가로 참여했으며, 패트릭 맥헤일, 켄트 오즈번, 펜들턴 워드, 마크 뱅커가 각본을 담당했다. 2012년 2월 13일 첫 방영되었으며, 네 번째 시즌 첫 에피소드인 〈Hot to the Touch〉로 이야기가 이어진다.

## 줄거리
제이크와 함께 나무집 위에서 버블검 공주의 발명품인 액체 불꽃놀이를 구경하던 중, 핀은 버블검 공주에게 다가가 무릎에 머리를 대고 눕는다. 그러나 버블검 공주는 이상하게 굴지말라고 하며 싫은 티를 내며 가버린다. 실망을 한 핀은 자신의 슬픈 감정을 담은 노래(〈All Gummed Up Inside〉)를 부른다. 이 모습을 본 제이크는 핀에게 어울릴 새로운 반짝을 찾아주기 위해 불꽃 대왕(성우: 키스 데이비드)이 지배하는 불꽃 왕국으로 길을 떠난다.
제이크는 불꽃 대왕에게 자신이 초원의 지배자인 ‘왕자 핀’의 사절로 왔다고 소개한다. 제이크는 왕의 딸인 불꽃 공주(성우: 제시카 디치코)의 마음을 사로잡기 위해 온갖 짓을 다한다. 노래(〈All Warmed Up Inside〉)까지 부른 제이크는 결국 쫓겨날 처지에 처하지만, 몸을 늘리는 능력을 이용해 핀이 온 것처럼 보이게 만든다. 제이크는 가짜 핀이 자신의 목을 졸라 죽이는 연기를 하고, 그 모습을 본 불꽃 대왕은 핀의 ‘잔인함’에 감탄을 하여 자신의 사악한 딸을 건네준다.
불꽃 공주가 사악하다는 사실을 깨달은 제이크는 당황하여 나무집으로 도망친다. 제이크는 핀에게 상황을 설명하려 하지만, 핀은 아픔에 정신을 차리지 못한다. 뒤따라온 불꽃 공주는 나무집을 서서히 태우기 시작하고, 핀은 정신을 되찾는다. 나무집 위 폭죽으로 인해 생긴 비로 불꽃 공주는 죽을 위기에 처하지만, 핀이 공주를 구해낸다. 힘을 되찾은 불꽃 공주는 핀에게 뺨을 때린 뒤 다신 찾아오지 말라고 말한다. 핀은 제이크에게 불꽃 공주에게 반한 것 같다고 말을 하며 에피소드는 끝난다.

## 제작

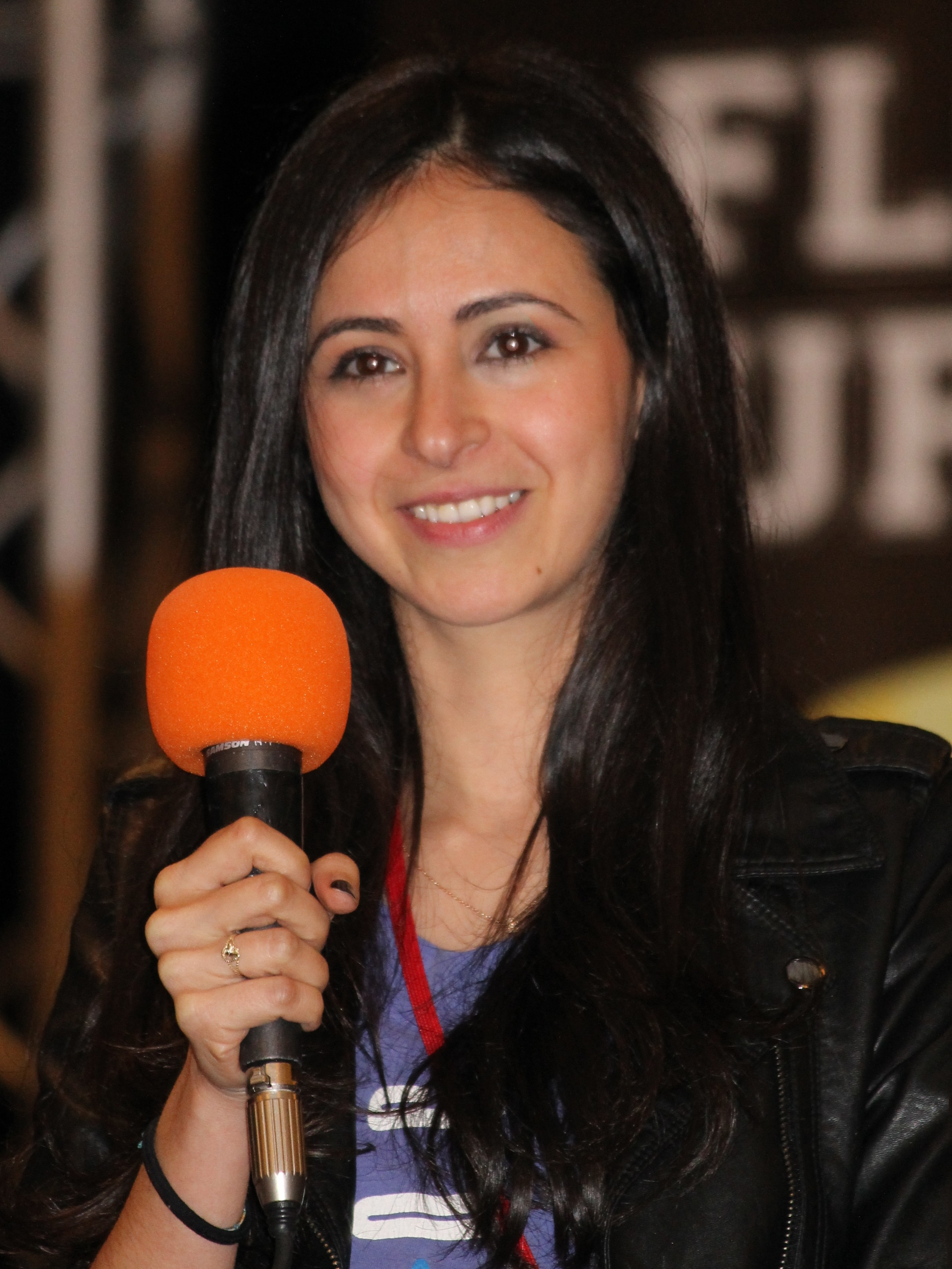
이 에피소드는 불꽃 공주가 처음으로 등장하였다. 사진은 성우 제시카 디치코.

〈Incendium〉은 애덤 무토와 리베카 슈거가 스토리보드 작가로 참여했으며, 패트릭 맥헤일, 켄트 오즈번, 펜들턴 워드, 마크 뱅커가 각본을 맡았다. 감독은 래리 레이클리터가 담당했다. 슈거와 무토가 공동으로 함께 스토리보드를 맡은 마지막 에피소드이다. 덧붙여 무토는 이 에피소드를 끝으로 스토리보드 아티스트를 그만두고, 네 번째 시즌과 다섯 번째 시즌 첫 절반을 크리에이티브 감독으로서 참여하였다.
이 에피소드는 핀이 버블검 공주에게 계속 거절당하는 모습을 그만 보이기 위해 제작진들이 고심한 끝에 나왔다. 연애와 짝사랑에 대해 다룬 특성상, 이 편에서는 여러 감정적인 묘사가 두드러진다. 슈거는 작품에 처음 참여할 때부터 핀이 눈물을 보이는 내용을 만들고 싶었다고 밝혔다. 워드를 포함한 다른 제작진들은 핀의 성격에 맞지 않는다는 이유로 반대를 했지만, 〈Incendium〉에서는 핀이 짝사랑에 아파하며 눈물을 처음으로 보였다. 이를 위해 슈거는 에피소드의 파토스를 강조하기 위한 수단으로 시작 부분에 최대한 많은 ‘고통스러운 심상’(gut-wrenching imagery)을 두었다고 밝혔다. 또한 마지막 부분에는 버블검 공주를 향한 짝사랑이 핀을 얼마나 후비고 있었는지를 표현하기 위해 핀이 슬픔에 잠겨 정신이 나가도록 만들었다고 밝혔다. 마찬가지로 핀이 불꽃 공주를 구하기 위해 버블검 공주의 머리카락을 포기하는 모습은 핀이 버블검에 대한 집착에서 벗어났다는 것을 나타내는 작가들의 은유적인 표현으로 볼 수 있다.
〈Incendium〉에서는 《어드벤처 타임》의 주요 등장인물 중 한 명이 된 불꽃 공주가 처음으로 등장하였다. 성우는 제시카 디치코가 담당했다. 불꽃 공주는 다른 등장인물보다 감정적으로 미숙하다는 점에서 ‘아무 것도 모르는’(clueless) 아이로 묘사되었다. 불꽃 공주의 디자인은 나탸사 알레그리의 스케치에서 따왔다. 스케치 정리를 맡은 슈거는 처음에 ‘불타는 머리에 어두운 피부색’의 모습으로 불꽃 공주를 디자인하였다. 이는 나중에 앤디 리스타이노에 의해 최종적으로 수정되었다. 또한 슈거는 불꽃 공주의 이마에 보석을 그려넣었는데, (당시에는 방영되지 않은) 《스티븐 유니버스》의 등장인물 초기 디자인에서 이를 따왔다고 밝혔다.

## 반응
〈Incendium〉은 2012년 2월 13일 카툰 네트워크에서 처음으로 방영되었다. 2013년에는 DVD 《Fionna and Cake》로 첫 실물 출시되었다. 2014년 2월 25일에는 세 번째 시즌의 전체 에피소드를 담은 DVD의 일부로 다시 출시되었다.
《TV 긱 아미》(TV Geek Army)의 딘 칠더스(Dean Childers)는 전반적으로 긍정적인 평가를 내렸다. 스토리에 대해서는 ‘매우 좋았다’라고 밝혔으며, 불꽃 공주가 사실은 사악했다는 유머는 뜬금없기는 했지만 재밌었다고 말했다. 또한 결말 부분이 더 높은 기대를 할 수 있게끔 만들었다고 느꼈다고 밝혔다. 목소리 연기에 대해서는 키스 데이비드의 목소리가 역할에 잘 어울렸으며, 제시카 디치코 역시 부족한 점이 없었다고 말했다.